# 1934 في إيطاليا
فيما يلي قوائم الأحداث التي وقعت خلال عام 1934 في إيطاليا.

## رياضة
- 1 يناير – كأس العالم لكرة القدم 1934

## مواليد

### يناير
- 20 يناير – جورجيو باسي
- 31 يناير – إرنستو برامبيا

### فبراير
- 18 فبراير – آنا فيريرو ممثلة إيطالية.
- 24 فبراير – بتينو كراكسي سياسي إيطالي.
- 24 فبراير – ريناتا سكوتو

### مارس
- 13 مارس – ماريو دافيد لاعب كرة قدم إيطالي.
- 14 مارس – ديونيغي تيتامانزي
- 31 مارس – كارلو روبيا

### أبريل
- 10 أبريل – ريكاردو لاتزني حكم كرة قدم إيطالي.

### مايو
- 14 مايو – أوريليو ميلاني لاعب كرة قدم إيطالي.

### يونيو
- 2 يونيو – برناردو سكي مخطط حضري ايطالي.
- 14 يونيو – فورتوناتو ليبانوري متسابق دراجات نارية إيطالي.
- 27 يونيو – الساندرو انسلمي مهندس معماري إيطالي.

### يوليو
- 11 يوليو – جورجو أرماني رائد أعمال إيطالي.

### سبتمبر
- 20 سبتمبر – صوفيا لورين ممثلة إيطالية.
- 22 سبتمبر – أورنيلا فانوني مغنية إيطالية.
- 23 سبتمبر – جينو باولي مغني إيطالي.
- 24 سبتمبر – الأميرة ماريا بيا بوربون بارما
- 24 سبتمبر – جوفاني بيتيناتو

### نوفمبر
- 10 نوفمبر – لوتشيانو بيانكي
- 13 نوفمبر – جيمي فونتانا
- 28 نوفمبر – لوتشيانو روسي ممثل إيطالي.

### ديسمبر
- 25 ديسمبر – جيانكارلو بوغاتي سائق سيارة سباق إيطالي.

## وفيات

### نوفمبر
- 23 نوفمبر – جيوفاني برونيرو (مواليد 1898) دراج إيطالي.